# Mile (Visoko)
Mile (en serbio: Миле) ubicada en la cuenca de Visoko fue un lugar medieval de coronación y entierro de los monarcas bosnios durante el Reino de Bosnia (1377-1463). Mile es un monumento nacional protegido de Bosnia y Herzegovina. 

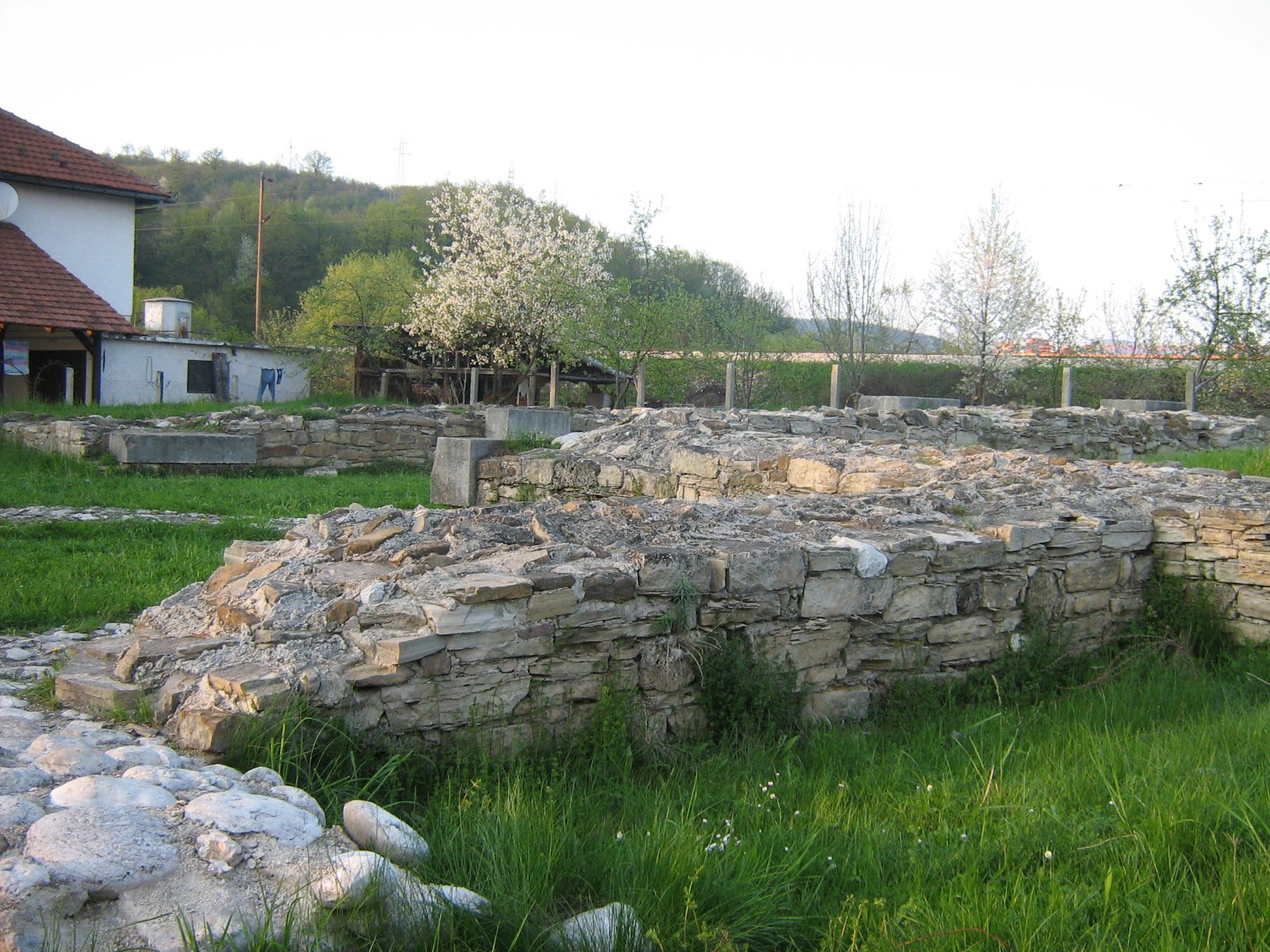
Restos de la iglesia de Mile.

## Historia

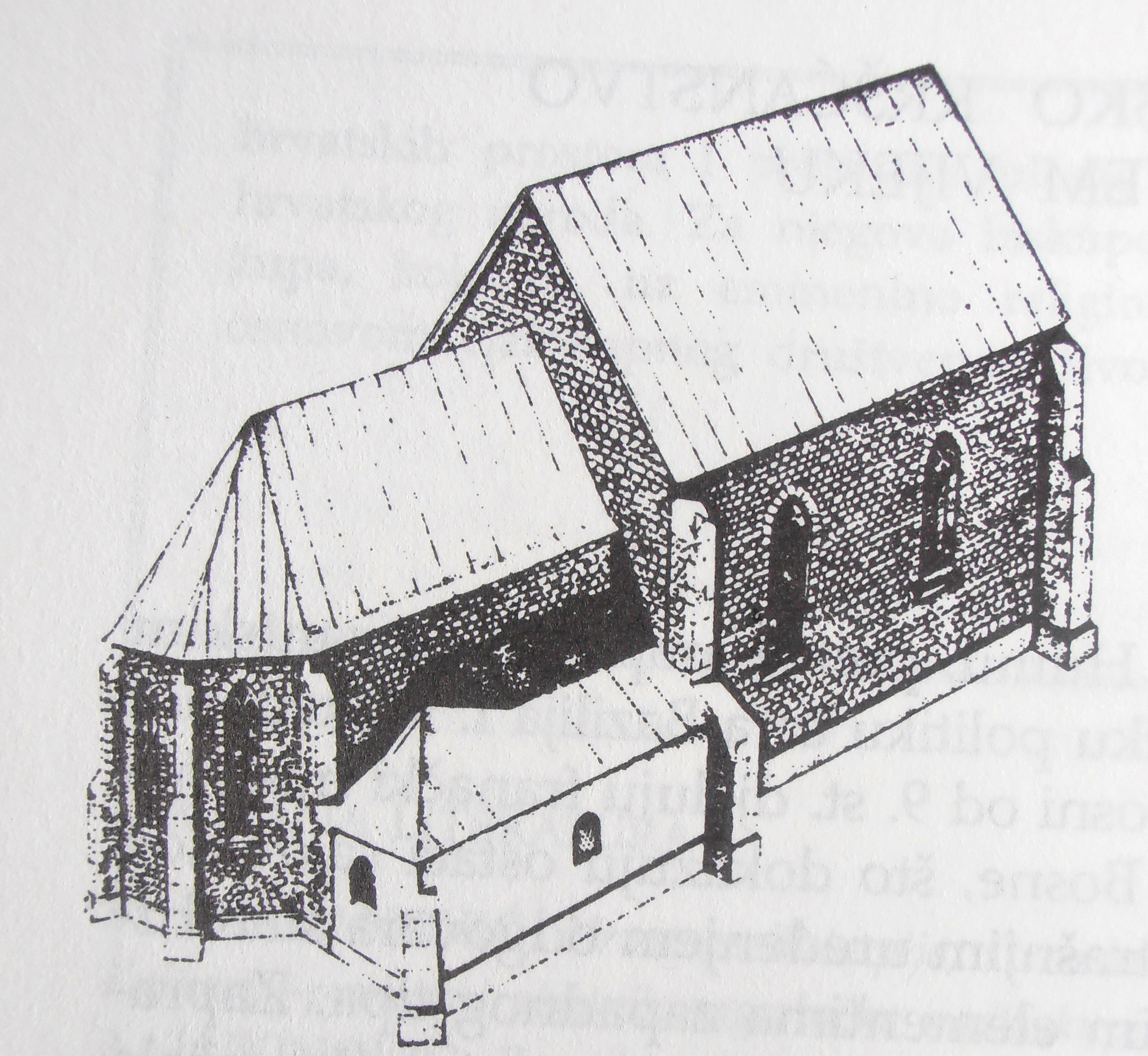
Reconstrucción de la iglesia de Mile.

Mile tuvo una gran importancia para la nobleza bosnia y fue uno de los lugares de la stanak, el nombre más común utilizado para referirse a la asamblea de la nobleza en la Bosnia medieval. De 1367 a 1407, varias fuentes históricas mencionan a los comerciantes de Ragusa que dieron contribuciones monetarias para el priorato franciscano que estaba ubicado en Mile, que es, según fuentes de 1380 a 1390, identificado como la fundación del ban Esteban II Kotromanić, el convento franciscano de san Nicolás.
Mile se mencionó por primera vez (en fuentes escritas: Mile, Sv. Nikola, Visoko, Mileševo) en 1244, como lugar de la iglesia de san Cosme y Damián. El mismo año, Esteban II Kotromanić construyó el primer convento franciscano de san Nicolás. Mile fue el lugar de coronación de los reyes bosnios y posible lugar de coronación del primer rey bosnio Tvrtko I Kotromanić en 1377.
La tumba de Esteban II, que murió en 1353, no pudo ser identificada en excavaciones arqueológicas posteriores. Mavro Orbini y autores posteriores citan que Esteban II construyó una iglesia en Mile y, por su propia voluntad, quería ser enterrado allí. La tumba de Tvrtko I, rey de Bosnia ha sido localizada e identificada en el muro norte de la iglesia.